# Karl Reindler

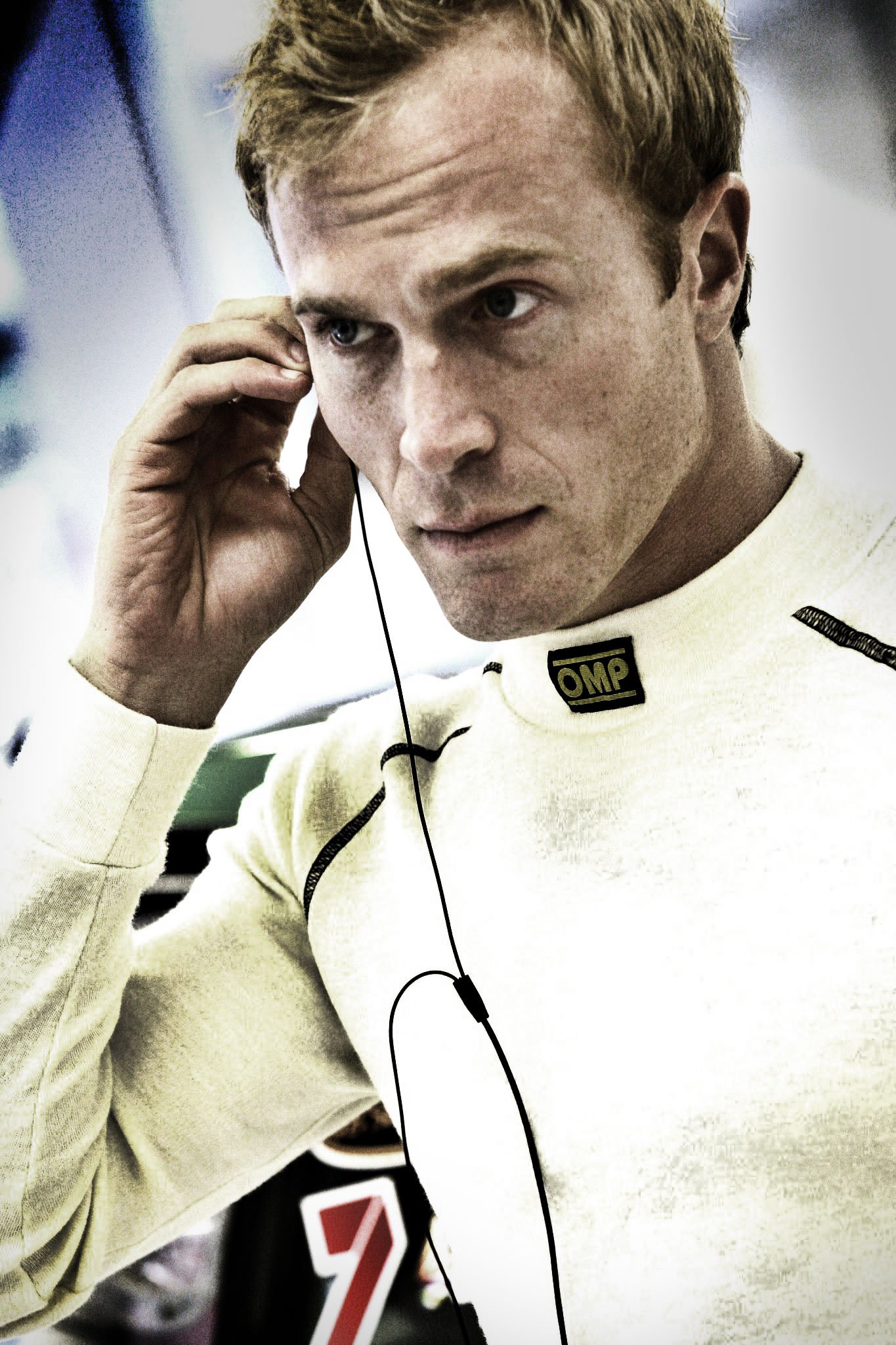
Karl Reindler 2011

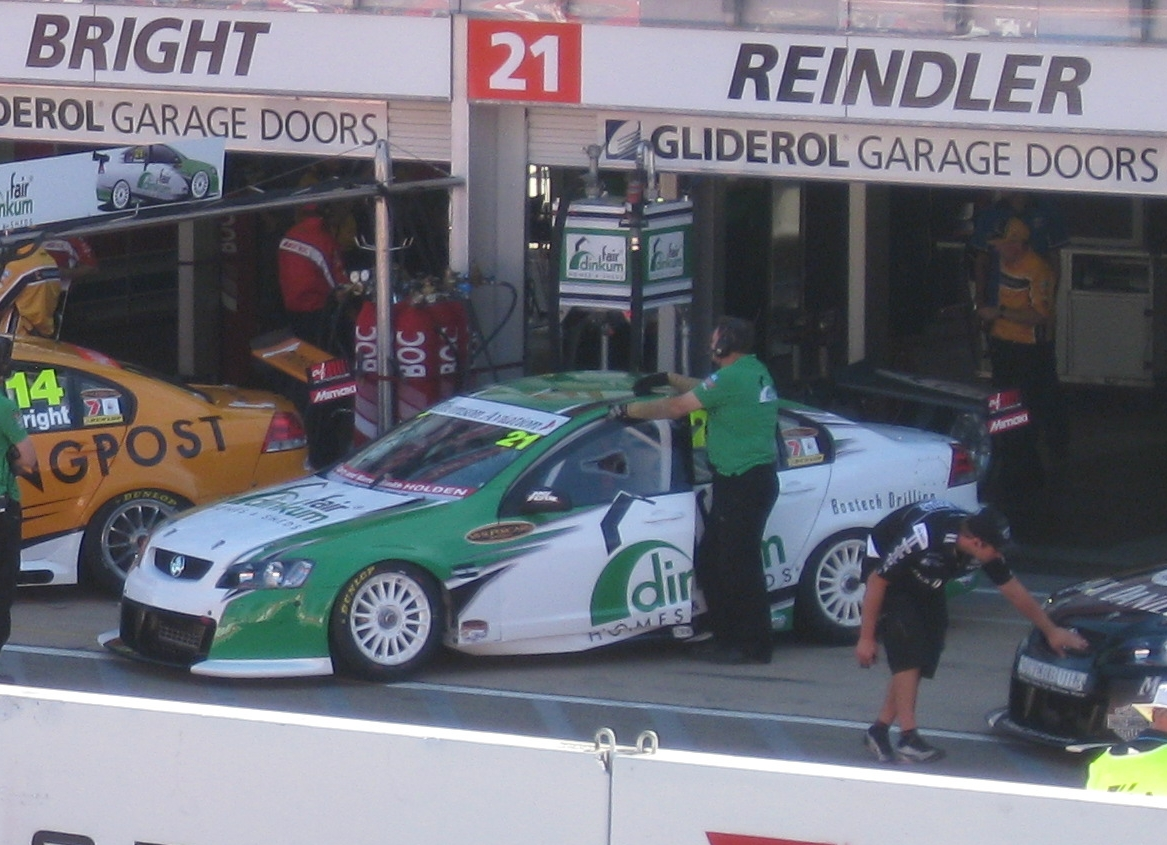
Reindlers Holden Commodore aus der V8-Supercar-Saison 2010

Karl Reindler (* 18. April 1985 in Perth) ist ein australischer Autorennfahrer. Er wurde 2004 australischer Formel-3-Meister. Von 2008 bis 2011 trat er in der V8 Supercar Championships an.

## Karriere
Reindler begann seine Motorsportkarriere 1999 im Kartsport, in dem er bis 2002 aktiv war. 2003 wechselte er in den Formelsport und wurde Sechster in der australischen Formel-3-Meisterschaft. 2004 gewann Reindler fünf Rennen der australischen Formel-3-Meisterschaft und entschied das Titelduell mit 238 zu 235 Punkten gegen Chris Gilmour für sich. 2005 nahm Reindler an vier Rennen der australischen Formel 3 teil und wurde 14. in der Gesamtwertung. Mehr Rennen absolviert Reindler in der britischen Formel-3-Meisterschaft. Mit einem siebten Platz als bestes Ergebnis wurde er 16. im Gesamtklassement. 2006 blieb Reindler in der britischen Formel 3 und absolvierte 9 von 11 Veranstaltungen. Ein sechster Platz war sein bestes Resultat und er beendete die Saison als 14. der Gesamtwertung.
Im Winter 2006/2007 war Reindler neben Ryan Briscoe und Ian Dyk ein Pilot des australischen A1GP-Teams. Zudem absolvierte er Rookie-Testfahrten. Reindler nahm an fünf von elf Veranstaltungen als Einsatzpilot teil. Ein dritter Platz war seine einzige Platzierung in den Punkterängen. Im anschließenden Sommer nahm er an vier Rennen der asiatischen Formel Renault V6 teil. Auch in dieser Serie war ein dritter Platz seine beste Position. Seine bisher letzten Formelsport-Rennen absolvierte Reindler 2008 in der nationalen Klasse der australischen Formel-3-Meisterschaft. Er trat zu zwei Rennen an, in denen er beide Male Wertungssieger wurde.
2008 konzentrierte sich Reindler hauptsächlich auf sein Engagement im Tourenwagensport und wechselte in die V8 Supercar. Zunächst startete er in einem Ford Falcon in der Fujitsu V8 Supercar Series, der „zweiten Liga“ der Rennkategorie. Mit einem fünften Platz als bestes Resultat wurde er Achter in der Meisterschaft. Darüber hinaus debütierte er bei einem Rennen in der V8 Supercar Championship Series, der „ersten Liga“ der Rennkategorie und nahm zudem an einem Rennen der FIA-GT-Meisterschaft sowie an zwei Rennen der Grand-Am Sports Car Series teil. 2009 absolvierte Reindler keine komplette Saison und trat nur zu einzelnen Rennen beider V8-Supercar-Serien an.
2010 erhielt Reindler ein permanentes Cockpit in der V8 Supercar Championship Series in einem Holden Commodore. Er beendete die Saison auf dem 27. Gesamtrang. 2011 blieb Reindler eine weitere Saison in dieser Rennserie, die ab diesem Jahr International V8 Supercars Championship hieß. Beim Rennen auf dem Barbagallo Raceway war Reindler in einen schweren Startunfall verwickelt. Reindler kam nicht vom Startplatz los und Steve Owen fuhr ihn sein Auto hinein. Dabei wurden die Benzinleitungen seines Autos beschädigt und sein Auto stand in einem Feuerball. Reindler verließ das Auto aus eigener Kraft und erlitt Verbrennungen in seinem Gesicht und an seinen Händen. Er konnte das Krankenhaus am selben Abend verlassen. In der Fahrerwertung verbesserte sich Reindler am Saisonende auf den 25. Platz im Gesamtklassement.

## Sonstiges
Neben seinem Engagement im Motorsport nimmt Reindler an Triathlons teil.

## Statistik

### Karrierestationen
| - 1999–2002: Kartsport - 2003: Australische Formel 3 (Platz 6) - 2004: Australische Formel 3 (Meister) - 2005: Britische Formel 3 (Platz 16) - 2005: Australische Formel 3 (Platz 14) - 2006: Britische Formel 3 (Platz 14) | - 2007: A1 Grand Prix - 2007: Asiatische Formel Renault V6 (Platz 14) - 2008: Fujitsu V8 Supercar Series (Platz 8) - 2008: V8 Supercar Championship Series (Platz 56) - 2008: FIA-GT-Meisterschaft, GT2 - 2008: Grand-Am Sports Car Series | - 2009: Fujitsu V8 Supercar Series (Platz 20) - 2009: V8 Supercar Championship Series (Platz 43) - 2010: V8 Supercar Championship Series (Platz 27) - 2011: V8 Supercar Championship Series (Platz 25) |